# Mariusz Zakręt
Mariusz Zakręt (ur. 23 grudnia 1958 w Lublińcu) – polski prokurator, radca prawny, adwokat, w latach 2001–2005 członek Trybunału Stanu.

## Życiorys
Ukończył studia na Wydziale Prawa i Administracji Uniwersytetu Śląskiego, po czym w latach 1984–1986 odbywał aplikację sądową. Od 1987 do 1991 działał w prokuraturze, zajmując stanowiska asesora, wiceprokuratora i prokuratora. Od 1992 praktykował jako radca prawny, zaś w 1995 uzyskał wpis na listę adwokatów. W 2000 został partnerem w kancelarii adwokackiej w Tychach.
W 2001 został wybrany na sędziego Trybunału Stanu z rekomendacji klubu Sojuszu Lewicy Demokratycznej-Unii Pracy. Funkcję sprawował do końca kadencji w 2005.